# James Edwin West
James Edwin West (* 13. Februar 1840 in Tonbridge (Grafschaft Kent); † 27. September 1860 in Earlswood) war das Kind, dessen epileptische Anfälle sein Vater William James West 1841 beschrieb und die später als West-Syndrom bezeichnet wurden.

## Krankheitsbeginn
James Edwin war das jüngste von drei Kindern der Eheleute William James West und Mary Halsey Dashwood. Sein Vater hatte sich um 1823 in Tonbridge niedergelassen und dort eine gut gehende Arztpraxis betrieben. Nachdem sich das Kind zunächst prächtig entwickelt hatte, stellten die Eltern im Alter von viereinhalb Monaten jedoch Auffälligkeiten fest, die der Vater detailliert aufzeichnete und am 26. Januar 1841 in einem Brief an die Zeitschrift The Lancet schilderte. Die weitere Kasuistik wurde später von dem in Farnham niedergelassenen Kollegen William Newnham zusammen mit drei weiteren Fällen von eclampsia nutans veröffentlicht.
Als erstes Symptom war zu beobachteten, dass das Kind mehrmals am Tag in befremdlicher Weise die Augen gegen die Decke verdrehte. Einige Tage später folgte ein Nicken des Kopfes nach vorne, das sich im Laufe der Zeit immer stärker ausprägte, wobei der Kopf bis auf die Knie gebeugt wurde. Bei diesen mehrmals täglich auftretenden Anfällen von jeweils etwa zwei bis drei Minuten ereigneten sich zehn bis zwanzig Beugungen. Den Anfällen gingen Lebhaftigkeit und seltsame Lautäußerungen voraus und ihnen folgte ein ängstlicher Aufschrei. Während die körperliche Entwicklung und der Appetit normal waren, blieben die geistige und motorische Entwicklung zurück. Der Junge konnte weder stehen noch sich fortbewegen und er warf ständig den Kopf zurück.
Nachdem der Vater erfolglos unterschiedlichste Behandlungen angewendet hatte, konsultierte er diverse Kollegen vor allem des Guy’s Hospital, die jedoch auch nicht helfen konnten. Dem Vater wurden dadurch lediglich drei ähnliche Fälle bekannt, von denen zwei im Alter von 17 und 19 Jahren gestorben waren.
Mit drei Jahren gelang es James Edwin West, mit Hilfe eines Stuhls aufzustehen, und er lernte gehen. Die epileptischen Anfälle blieben weitgehend aus und das Kind entwickelte sich gut, konnte aber noch immer nicht sprechen oder eigenständig essen. Im Juli 1846 erlitt der Junge den längsten Anfall, den er je erlebt hatte, und seit dieser Zeit überkamen ihn bis zu einer halben Stunde anhaltende Lachkrämpfe. Nachdem er ein gutes halbes Jahr in sehr schlechter Verfassung gewesen war, besuchte er vorübergehend ab April 1847 einen Kindergarten und kam dann in Privatpflege. Inzwischen konnte er mit einem Löffel essen.

## Heimaufenthalte
Nach dem Tod seines Vaters am 24. Mai 1848, der ihm ein Drittel seines Erbes vermacht hatte, kam James Edwin West als privilegierter Privatpatient in das erst einen Monat zuvor eröffnete Heim Park House in Highgate. Hier fühlte er sich sehr wohl und machte gesundheitliche Fortschritte, so dass er von den Besuchsärzten John Conolly (1794–1866) und William John Little (1810–1894) Ende 1848 als hoffnungsvoller Fall bezeichnet wurde. Zwischen 1853 und 1855 fand der Umzug der Heimbewohner in ein größeres Haus statt, in das Earlswood Asylum for Feeble Minded. Nach anfänglich nachlässiger Führung des Hauses trat John Langdon Down am 1. Oktober 1858 die Leitung an. Er führte umgehend Verbesserungen ein, so dass es schon 1860 keine Beanstandungen mehr gab.
James Edwin West profitierte nur kurz davon, denn er starb am 27. September 1860 im Beisein des Heimleiters und der Oberschwester an Tuberkulose. Er wurde in Tonbridge in dem Grab seines Vaters, seines Onkels († 1819) und seines Großvaters († 1824) beigesetzt. Die sonst meist übliche Obduktion hatte Langdon-Down nicht vorgenommen. Auch hat er diesen Patienten offenbar nicht wie viele andere fotografiert. Die Todesursache Tuberkulose war in dem Heim damals auffallend häufig. Sie lag bei etwa 40 Prozent, während sie im Londoner Durchschnitt nur 11,5 Prozent betrug.